# Сокольник (Вармінсько-Мазурське воєводство)
Сокольник (пол. Sokolnik, нім. Falkhorst) — село в Польщі, у гміні Млинари Ельблонзького повіту Вармінсько-Мазурського воєводства.
Населення — 67 осіб (2011).
У 1975-1998 роках село належало до Ельблонзького воєводства.

## Демографія
Демографічна структура станом на 31 березня 2011 року:
|          | Загалом | Допрацездатний вік | Працездатний вік | Постпрацездатний вік |
| -------- | ------- | ------------------ | ---------------- | -------------------- |
| Чоловіки | 33      | 6                  | 24               | 3                    |
| Жінки    | 34      | 15                 | 11               | 8                    |
| Разом    | 67      | 21                 | 35               | 11                   |